# Pilar Álvarez
María del Pilar Álvarez Pérez (Bogotá, 1971) es una actriz de teatro, cine, televisión y profesora de actuación colombiana.

## Biografía
Nació en Bogotá. Estudió arte dramático en la Corporación Colombiana de Teatro de Santiago García Pinzón y en la escuela de formación del Teatro La Mama de Bogotá. 
Debutó en actuaciones en teatros nacionales y posteriormente a la televisión en la telenovela ¿Por qué diablos? en 1999. Es maestra ocasionalmente de arte dramático en la Universidad de Antioquia. 

## Filmografía
- Encuentros cercanos (2022)
- Emma Reyes: La huella de la infancia (2021)
- Verdad oculta (2020)
- Francisco el Matemático: Clase 2017 (2017)
- La ley del corazón (2016)
- Laura, la santa colombiana (2015)
- Fugitivos (2014)
- Las santísimas (2012)
- Salvador de mujeres (2010)
- El fantasma del Gran Hotel (2009)
- Marido a sueldo (2007)
- Montecristo (2006)
- Lorena (2005)
- Pasión de gavilanes (2003)
- Noticias Calientes (2002)
- Juan Joyita (2001)
- ¿Por qué diablos? (1999)